# Doom Days
Doom Days (estilizado como "DOOM D∆YS") es el tercer álbum de estudio de la banda británica de indie pop Bastille. Se lanzó el 14 de junio de 2019 por Virgin EMI Records. El álbum contó con cinco sencillos antes de su lanzamiento: "Quarter Past Midnight", "Doom Days", "Joy", "Those Nights" y "Another Place". "Those Nights" se estrenó en Beats 1 con Zane Lowe el 4 de junio de 2019. La banda tocó en diversos festivales de Reino Unido y Europa desde mayo a agosto de 2019 para promocionar el álbum.

## Antecedentes
El álbum fue descrito como un álbum conceptual sobre una noche "colorida" en una fiesta, y como "la importancia de la evasión, la esperanza y el valor de la amistad". La fiesta fue también descrita como tener una atmósfera de "caos emocional turbulento" y "euforia, descuido y una pequeña dosis de locura". Cada canción se ubica en un momento concreto de esta noche; esos momentos fueron revelados a través de Doom Days Society.

## Promoción
Además de sus cuatro sencillos, la lista de canciones del álbum se reveló a través de la página web Doom Days Society el 2 de mayo de 2019. Ahí, la banda reveló el título de cada canción en orden y con un pequeño vídeo introductorio.

## Significado

### Quarter Past Midnight
Con la primera canción se pone en contexto el álbum entero. El título nos revela a qué hora ocurren los eventos descritos; es el comienzo de la fiesta, las doce y cuarto.
La banda describe la canción como "frenética", ya que es el principio de una experiencia. Según ellos, la noche es un momento de evasión para todos nosotros, por lo que en la canción encontramos referencias al deseo de escapar y evadirse. Asimismo, se menciona el ansia por encontrar algo, lo que puede hacer referencia a distintos temas. El propio vocalista, Dan Smith explica que "[la canción] trata de retratar ese momento de salir de noche [..] quería intentar y retratar esa sensación de emoción"

### Bad Decisions
Bad Decisions se sitúa a las 00:48 y la banda la describe como "lamentable". Es un momento de reflexión, donde comienzan las dudas sobre las decisiones que se han tomado. La canción da un paso más en el tema de evasión, pues habla sobre ser consciente de las malas decisiones que se han tomado, pero aun así, decidir no pensar en ellas.
Paralelamente, en la letra se hacen algunas referencias al apocalipsis . En una entrevista, la banda aclara que es una forma de incrementar la tensión: hay un apocalipsis fuera, así que vamos a olvidarlo todo con una gran fiesta. Sin embargo, también remarcan que queda a libre interpretación, ya que el apocalipsis puede ser literal, o una metáfora del mundo interior de la persona; una forma de plasmar los remordimientos por todas las malas decisiones tomadas.

### The Waves
Ubicado a la 01:22 de la madrugada, la canción retrata el vaivén de evasión y remordimiento en la fiesta. Smith se pone en la piel de un asistente observador y se pregunta si todo esto le hace estar mejor o peor. Mira a los invitados hacer y decir diferentes cosas que le hacen dudar, aunque hay momentos en los que consigue dejar de pensar en sus problemas. Tal y como dice el título, "las olas", esos momentos de incertidumbre van y vienen durante la noche, por mucho que hayas intentado calmarlas con alcohol.

### Divide
En esta canción entra el tema del amor, que se transforma en una búsqueda por no quedarse solo. Son las 02:05 y Smith quiere continuar en la fiesta para no tener que enfrentarse al mundo real y sus problemas. Al mismo tiempo, pide a su pareja que no lo abandone, pues eso le haría pensar en todo aquello que quiere olvidar. El cantante aclara en una entrevista que también quiere hablar sobre que "las personas parecen rechazar comprometerse realmente con alguien y tener una conversación".

### Million Pieces
Las 02:39 y en esta canción aparece un nuevo tema: la política. Vuelven a aparecer referencias a un caos fuera, en la calle, que puede hacer referencia al cambio climático. La canción habla del cantante que se encuentra acorralado por una persona que le pregunta sobre política. El cantante sabe que esto le causa problemas, pues lo que está intentando en la fiesta es poder evadirse de todos los pensamientos negativos. Por eso, intenta no dejarse llevar por esta persona y continuar la fiesta. Smith no consigue dejar de pensar en eso y todo colapsa en la siguiente canción, que se ubica 28 minutos después.
Se puede, también, interpretar la canción como una respuesta a la ida de la pareja del cantante. Una manera de negar que acaban de terminar la relación y no querer pensar todavía en las consecuencias: la soledad.

### Doom Days
En Doom Days, canción que da nombre al álbum, todas las preocupaciones se unen. Son las 03:07 y la banda la describe como "apocalipsis".
La canción retoma los temas políticos y sociales, con un ritmo en crescendo, para dramatizar el significado. Smith recolecta lo que el llama "las ansiedades modernas: adicción al móvil, a la pornografía, a las fake news, la negación del cambio climático". La letra nos habla de como nosotros mismos nos saturamos y agobiamos, mientras no hacemos nada. Para ello, vuelve a usar la metáfora del fin del mundo y hace alusión a que el mundo se quema. Sin embargo, el cantante concluye que en ese momento se encuentra en una fiesta, por lo que prefiere "seguir siendo inocente" (evadirse del mundo con la fiesta) y disfrutar de la noche.

### Nocturnal Creatures
Esta canción, ubicada a las 03:28 de la madrugada, representa el clímax, después del desfogue en la canción anterior. Aquí vuelve a retomar el deseo de escapar del mundo real y sumirse plenamente en la noche y la fiesta. De hecho, el coro puede hacer referencia a todos los personajes y sus deseos por no pensar en sus problemas.
Del mismo modo, la canción parece cantada hacia una persona. El cantante le promete que aprovecharan todo el tiempo que puedan para estar juntos,y así poder evadirse juntos. Esto es un pequeño avance de un tema que irá apareciendo en las canciones posteriores: el amor fugaz de una noche.

### 4AM
A las 04:00 de la madrugada comienza en desenlace. Es un momento en el que la gente empieza a irse o a quedarse dormida. Smith se encuentra en un punto incierto: no sabe dónde están sus amigos, ni conoce bien quiénes están a su alrededor. El cantante, pero, se siente feliz, evadido y no quiere que llegue el momento de volver "al mundo real".

### Another Place
El tema más romántico llega a las 04:52 de la madrugada. Según las palabras del cantante, es "una canción positiva sobre un "rollo de una noche", donde ambas partes están contentas con juntarse, sabiendo que probablemente nunca se vayan a volver a ver". Smith sabe que esa relación es efímera y que en cuanto se acabe la fiesta, se separarán. Los dos aceptan que simplemente quieren evadirse juntos, sin promesas falsas, tan sólo honestidad. Sin embargo, se pregunta si en otro momento y otro lugar podrían haber llegado a más.

### Those Nights
El final de la fiesta llega con la penúltima canción, a las 05:46. El cantante sale de su estado de evasión y comienza a aterrizar en la tierra. Empieza a preguntarse por la vida y por el futuro, lo que contrasta con canciones anteriores en las que se divertía escapando de su problemas. Ahora es consciente de la falta de esperanza que existe y sabe que todos lo que buscan es eso: algo a lo que agarrarse en su lucha contra sus propios miedos y problemas; algo que les haga escapar del "fin del mundo". La canción es una reflexión y un resumen de la noche y de todo lo vivido y lo que queda por vivir.

### Joy
El álbum finaliza con Joy, que se ubica a las 08:34 de la mañana. El tema comienza con el cantante despertándose en el suelo de la cocina, después de la noche de fiesta. Entonces, todos los remordimientos, preocupaciones y angustias le llegan. El efecto del alcohol ha desaparecido, por lo que se encuentra en el mundo real, sin ningún tipo de evasión. Pero, todo esto cambia cuando recibe la llamada de una persona; "la persona que puede enderezar tu cabeza". En ese momento, esa persona toma la forma de la alegría (joy en inglés) y consigue que el doom day (el día del apocalipsis) no llegue todavía.

## Crítica
En Metacritic, Doom Days recibió una puntuación de 72 sobre 100 de nueve críticos, indicando una recepción "generalmente positiva". En una reseña positiva, Rhian Daly de NME habla sobre el álbum como "una instantánea vívida de la humanidad y una evolución imaginativa y aventurera de una de las bandas más influyentes de Gran Bretaña".

## Edición extendida
El 6 de diciembre de 2019, la banda lanzó una versión extendida del álbum, llamado Doom Days (This Got Out of Hand Edition).
Esta nueva edición contiene 11 canciones extras. Entre ellas, se pueden encontrar canciones nuevas y versiones demo de otras inéditas. Además, algunas versiones con orquesta de las canciones existentes y la versión colaborativa de "Another Place" con la artista Alessia Cara. También, la versión de la banda de "Can't Fight This Feeling" de REO Speedwagon.
Dan Smith dice en una entrevista que lanzan esta edición "como un regalo a nuestros fans para agradecerles por todo su increíble apoyo".
De las 11 canciones extras, "Admit Defeat" y "Good Lesson" son canciones totalmente nuevas. Otras, como "Final Hour", ya había aparecido en una versión extendida de Target de un álbum anterior: Wild World (2016). "Hanging" y "Comfort Of Strangers" se lanzaron en 2015 y 2017 durante el Record Store Day. Por otro lado, las versiones con orquesta de "Another Place y "Million Pieces" cuentan con la colaboración de London Chamber Orchestra.

## Lista de canciones
Todas las canciones escritas por Dan Smith.

| N.º   | Título                  | Productor(es)           | Duración |  |
| 1.    | «Quarter Past Midnight» | Mark Crew, Smith        | 3:19     |  |
| 2.    | «Bad Decisions»         | Crew, Smith             | 3:09     |  |
| 3.    | «The Waves»             | Crew, Smith             | 4:00     |  |
| 4.    | «Divide»                | Crew, Smith             | 3:52     |  |
| 5.    | «Million Pieces»        | Crew, Smith, Dan Priddy | 4:11     |  |
| 6.    | «Doom Days»             | Crew, Smith, Priddy     | 2:18     |  |
| 7.    | «Nocturnal Creatures»   | Crew, Smith             | 3:52     |  |
| 8.    | «4AM»                   | Crew, Smith             | 4:07     |  |
| 9.    | «Another Place»         | Crew, Smith, Priddy     | 3:31     |  |
| 10.   | «Those Nights»          | Crew, Smith             | 4:30     |  |
| 11.   | «Joy»                   | Crew, Smith, Priddy     | 3:11     |  |
| 40:00 |                         |                         |          |  |

| Target exclusive bonus tracks |                                                               |          |  |
| N.º                           | Título                                                        | Duración |  |
| 12.                           | «When I Watch the World Burn All I Think About Is You» (demo) | 3:12     |  |
| 13.                           | «Easy Days» (demo)                                            | 2:53     |  |

| This Got Out of Hand edition bonus tracks |                                                                          |          |  |
| N.º                                       | Título                                                                   | Duración |  |
| 12.                                       | «Admit Defeat»                                                           | 3:05     |  |
| 13.                                       | «Good Lesson»                                                            | 3:30     |  |
| 14.                                       | «Easy Days» (demo)                                                       | 2:52     |  |
| 15.                                       | «When I Watch the World Burn All I Think About Is You» (demo)            | 3:12     |  |
| 16.                                       | «Another Place» (featuring the Chamber Orchestra of London)              | 4:17     |  |
| 17.                                       | «Final Hour»                                                             | 3:08     |  |
| 18.                                       | «Million Pieces» (featuring the Chamber Orchestra of London)             | 4:43     |  |
| 19.                                       | «Comfort of Strangers»                                                   | 3:49     |  |
| 20.                                       | «Another Place» (featuring Alessia Cara)                                 | 3:33     |  |
| 21.                                       | «Hangin'»                                                                | 3:29     |  |
| 22.                                       | «Can't Fight This Feeling» (featuring the London Contemporary Orchestra) | 3:18     |  |

## Posicionamientos

### Semanales
| Lista (2019)                       | Mejor posición |
| ---------------------------------- | -------------- |
| Australian Albums (ARIA)           | 21             |
| Austrian Albums (Ö3 Austria)       | 10             |
| Belgian Albums (Ultratop Flanders) | 5              |
| Canadian Albums (Billboard)        | 30             |
| Dutch Albums (Album Top 100)       | 8              |
| German Albums (Offizielle Top 100) | 9              |
| Irish Albums (IRMA)                | 18             |
| Italian Albums (FIMI)              | 41             |
| Portuguese Albums (AFP)            | 22             |
| Scottish Albums (OCC)              | 6              |
| Spanish Albums (PROMUSICAE)        | 35             |
| UK Albums (OCC)                    | 4              |
| US Billboard 200                   | 5              |

### Anuales
| Lista (2019)                          | Posición |
| ------------------------------------- | -------- |
| Belgian Albums (Ultratop Flanders)    | 81       |
| US Top Alternative Albums (Billboard) | 42       |
| US Top Rock Albums (Billboard)        | 85       |